# Dolina Trackich Królów

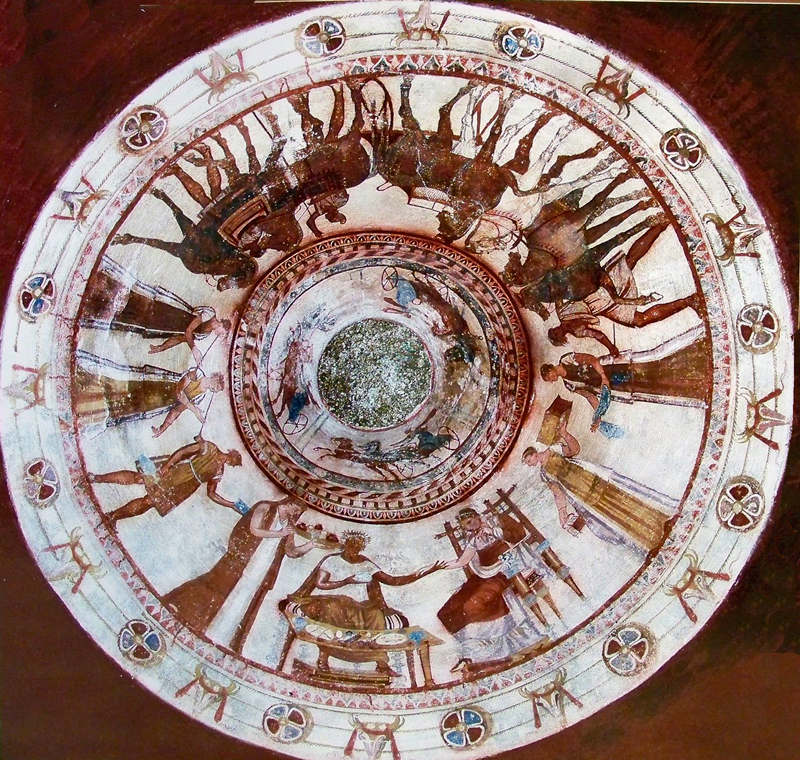
Freski wewnątrz kopuły grobowca w Kazanłyku

Dolina Trackich Królów (bułg. Долина на тракийските царе) – region w środkowej Bułgarii, w okolicach miast Kazanłyk i Szipka, słynący z licznych kurhanów i grobowców trackich datowanych na I tysiąclecie p.n.e. i wczesny okres rzymski. Region ten jest znany z wyjątkowego dziedzictwa archeologicznego, łączącego aspekty kultury, sztuki i rytuałów pogrzebowych starożytnych Traków.

## Lokalizacja i charakterystyka
Dolina znajduje się w północno-środkowej części Bułgarii, w paśmie Starej Płaniny i dolinie rzeki Tundża. Obejmuje obszar otaczający miasta Kazanłyk i Szipka, znany również jako „Dolina Róż” (ze względu na uprawy damasceńskich róż olejowych).
W Dolinie Trackich Królów znajduje się ok. 1500 trackich mogił i grobowców; na obszarze tym zlokalizowane było też Seuthopolis, stolica państwa Seutesa III.
Pierwsze ślady osadnictwa w dolinie pojawią się ok. 10 000 lat p.n.e. Większość kurhanów pochodzi z początków epoki hellenistycznej i są one świadectwem wysokich ambicji i możliwości gospodarczych trackiej arystokracji. Kurhany osiągają wysokość do 20 metrów i średnicę do 50 metrów; kurhany są niejednolite zarówno pod względem architektury, jak i pod względem użytych materiałów konstrukcyjnych. Większość badanych współcześnie kurhanów została wcześniej obrabowana, często już w starożytności (zob. grobowiec w Kazanłyku).
Grobowce zlokalizowane w dolinie można podzielić na cztery charakterystyczne grupy, co sugeruje, że należały one do osobnych klanów czy grup arystokratycznych. Grobowce były poddawane rozbudowie i ponownemu użyciu, tak więc mogły służyć jako nekropolie rodzinne.

## Odkrycia archeologiczne

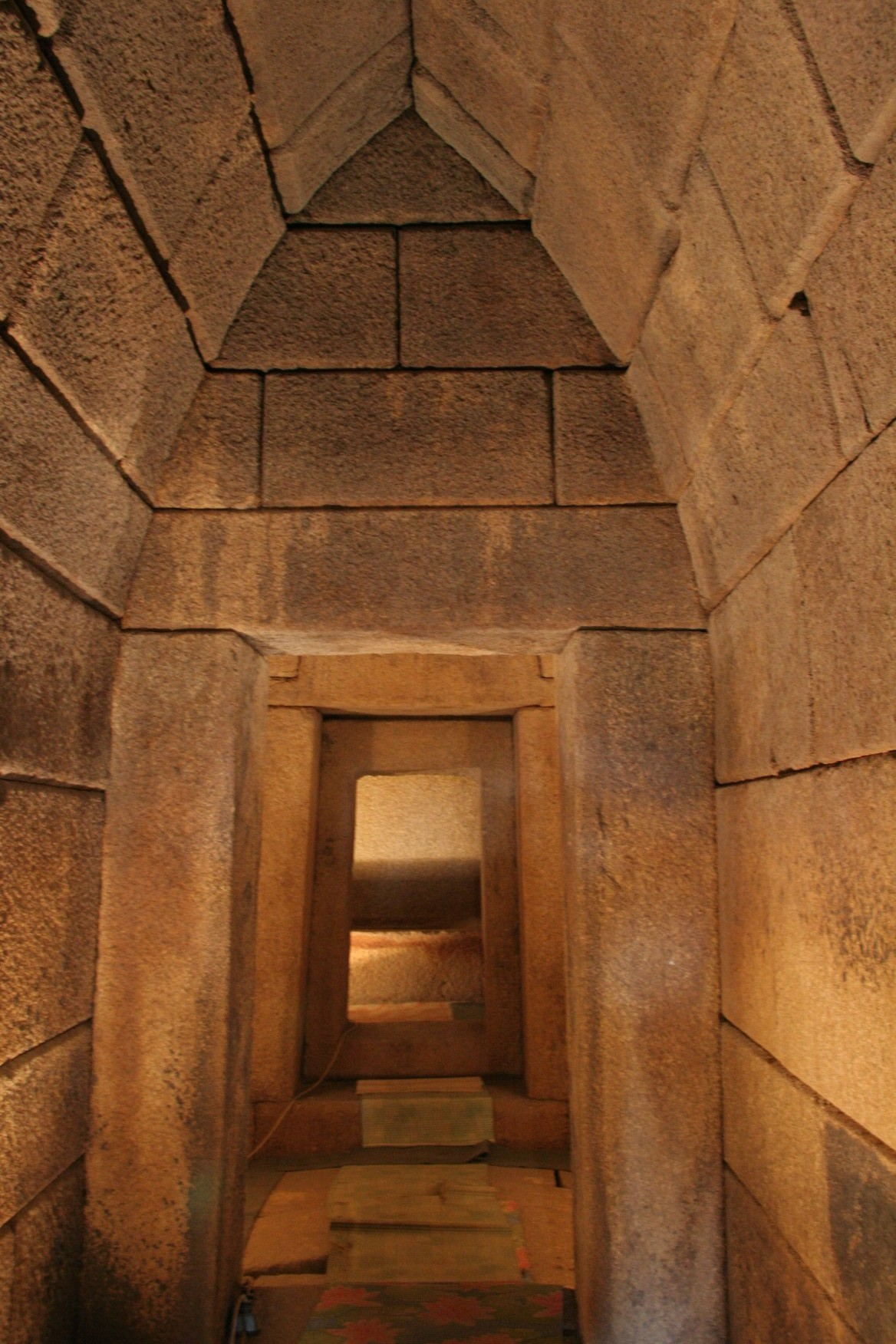
Wnętrze grobowca Seutesa III

Region słynie z ponad 150 kurhanów, w których odkryto grobowce należące do władców, arystokracji oraz wojowników trackich. Należą do nich m.in.:
- Grobowiec w Kazanłyku – grobowiec z zachowanymi polichromiami, wpisany na listę Światowego dziedzictwa UNESCO. Malowidła w jego wnętrzu ukazują sceny bankietów i rytuałów pogrzebowych.
- Grobowiec Seutesa III – znany jako „Grób Króla” (Seutesa III), odkryty w kurhanie Goliama Kosmatka. Zawiera pozostałości monumentalnych struktur oraz artefakty z brązu i złota[4].
- Grobowiec Ostrusza - unikatowy kompleks grobowców, z zachowanymi malowidłami figuralnymi[5]

## Grobowce i pochówek w trackiej kulturze
Trackie grobowce słyną z bogatych dekoracji, które obejmują malowidła, freski oraz rzeźbienia przedstawiające sceny mitologiczne, życie codzienne oraz rytuały. Istnieje hipoteza, że grobowce te były nie tylko miejscami pochówku, ale również świątyniami, w których odbywały się obrzędy ku czci bogów i przodków.
Herodot następująco opisuje tracki obrządek pogrzebowy arystokracji: "Pogrzeby bogaczów tak się odbywają: przez trzy dni wystawia się zwłoki, zarzyna wszelakie bydlęta ofiarne i ucztuje, opłakawszy wprzód zmarłego; potem zwłoki pali się lub grzebie. Po usypaniu mogiły urządzają wszelkiego rodzaju igrzyska, w których największe nagrody wyznacza się za pojedynek, stosownie do jego znaczenia". Trakowie rytualnie niszczyli dary składane do grobu, jak i rozczłonkowywali ciało zmarłego, co miało być odzwierciedleniem mitu o rozszarpaniu Orfeusza.

## Ochrona i turystyka
Dolina Trackich Królów jest atrakcją turystyczną i ważnym elementem bułgarskiego dziedzictwa narodowego. Lokalne muzea, takie jak Muzeum Historyczne w Kazanłyku, prezentują eksponaty z wykopalisk archeologicznych. Wiele grobowców jest otwartych dla zwiedzających, choć niektóre z nich są chronione, aby zapobiec zniszczeniom. Tak jest na przykład w Kazanłyku, gdzie dla zwiedzających udostępniona jest dokładna replika oryginalnego grobowca.

### Festiwale i wydarzenia
W regionie regularnie odbywają się festiwale promujące kulturę i historię Traków. Jednym z najważniejszych jest Festiwal Róż, organizowany w Kazanłyku, który łączy tradycje Doliny Róż z historią regionu.